# Ле-Вьё-Бур
Ле-Вьё-Бур (фр. Le Vieux-Bourg, брет. Bourc'h-Kintin) — коммуна во Франции, находится в регионе Бретань. Департамент — Кот-д’Армор. Входит в состав кантона Плело. Округ коммуны — Сен-Бриё.
Код INSEE коммуны — 22386.

## География
Коммуна расположена приблизительно в 400 км к западу от Парижа, в 105 км западнее Ренна, в 23 км к юго-западу от Сен-Бриё.

## Население
Население коммуны на 2016 год составляло 787 человек.
| 1962 | 1968 | 1975 | 1982 | 1990 | 1999 | 2008 | 2016 |
| ---- | ---- | ---- | ---- | ---- | ---- | ---- | ---- |
| 733  | 816  | 759  | 665  | 645  | 608  | 734  | 787  |

## Администрация
| Период | Период | Фамилия        | Партия        | Примечания |
| ------ | ------ | -------------- | ------------- | ---------- |
| 2001   | 2007   | Этьен Санган   |               |            |
| 2007   |        | Кристиан Ранно | Разные правые | фермер     |

## Экономика
В 2007 году среди 418 человек в трудоспособном возрасте (15—64 лет) 332 были экономически активными, 86 — неактивными (показатель активности — 79,4 %, в 1999 году было 69,2 %). Из 332 активных работали 310 человек (168 мужчин и 142 женщины), безработных было 22 (9 мужчин и 13 женщин). Среди 86 неактивных 32 человека были учениками или студентами, 33 — пенсионерами, 21 были неактивными по другим причинам.

## Достопримечательности
- Дольмен Пакью. Исторический памятник с 1966 года[3]
- Доисторическая стела Кербрён. Исторический памятник с 1964 года[4]
- Менгир Порзик (эпоха неолита). Исторический памятник с 1965 года[5]
- Менгир Пон-о-Претр, или Виль-Жюэль (эпоха неолита). Исторический памятник с 1967 года[6]
- Менгир Пакью (эпоха неолита). Исторический памятник с 1965 года[7]
- Христианский менгир Крест Пакью (эпоха неолита). Исторический памятник с 1964 года[8]
- Менгир Бетюдо, или Ботюдо (эпоха неолита). Исторический памятник с 1969 года[9]

## Фотогалерея
- Доисторическая стела Кербрён
- Христианский менгир Крест Пакью
- Менгир Бетюдо
- Менгир Порзик
- Менгир Пакью
- Менгир Виль-Жюэль